# Сибирски федерални округ
Сибирски федерални округ је један од осам федералних округа Русије. Чини 14,2% површине Русије.
Садржи 85% руских резерви олова и платине, 80% угља и молидбена, 71% никла, 69% бакра, 44% сребра и 40% злата.
Чини 12,4% БДП-а целе Русије.

## Федерални субјекти
| Сибирски федерални округ | Сибирски федерални округ | Сибирски федерални округ | Сибирски федерални округ |
| #                        | Застава                  | Федерални субјект        | Административни центар   |
| ------------------------ | ------------------------ | ------------------------ | ------------------------ |
| 1                        | Република Алтај          | Република Алтај          | Горно-Алтајск            |
| 2                        | Алтајска Покрајина       | Алтајска Покрајина       | Барнаул                  |
| 3                        | Иркутска област          | Иркутска област          | Иркутск                  |
| 4                        | Кемеровска област        | Кемеровска област        | Кемерово                 |
| 5                        | Краснојарска Покрајина   | Краснојарска Покрајина   | Краснојарск              |
| 6                        | Новосибирска област      | Новосибирска област      | Новосибирск              |
| 7                        | Омска област             | Омска област             | Омск                     |
| 8                        | Томска област            | Томска област            | Томск                    |
| 9                        | Тува                     | Република Тува           | Кизил                    |
| 10                       | Хакасија                 | Република Хакасија       | Абакан                   |